# Київський національний університет технологій та дизайну
Ки́ївський націона́льний університе́т техноло́гій та диза́йну (КНУТД) — вищий навчальний заклад в Україні IV рівня акредитації, заснований 1930 року. В університеті навчається більше 10 тис. студентів. Київський національний університет технологій та дизайну увійшов у рейтинг «ТОР-100 кращих дизайнерських шкіл світу» і посів 71 місце. Крім того, в цьому рейтингу університет є єдиним представником ЗВО України і навіть Східної Європи[джерело?].

## Історія
1 жовтня 1930 року відбувся урочистий акт відкриття Київського політехнічного інституту шкіряної промисловості, створеного рішенням Вищої ради народного господарства на базі Київського політехнічного інституту. Ця подія й поклала початок відліку історії сучасного Київського національного університету технологій та дизайну. Проте перші витоки створення університету сягають кінця ХІХ — початку ХХ ст.
Засновниками навчального закладу були: Гінзбург Олександр Маркович (директор), доцент Котов Михайло Павлович (пізніше професор, доктор технічних наук, заслужений діяч науки і техніки), професор Соколов Юрій Дмитрович (згодом член-кореспондент АН УРСР), професор Душський П. Є., доцент Казанський М. Р. (пізніше доктор технічних наук, професор), Нікітін В. М., Поспєхов Д. А., Тополянський М. Г. та інші.
Першою юридичною адресою сучасного університету була Велика Житомирська, 32.
До складу інституту входило 3 факультети: хіміко-технологічний, механіко-технологічний, інженерно-економічний.
У 1930 році було оголошено набір на 1 курс. Другий, третій та четвертий курси були укомплектовані студентами Київського, Харківського та Одеського політехнічних інститутів.
В 1930—1931 навчальному році в інституті працювало 32 фахівці професорсько-викладацького складу.
Перший випуск спеціалістів відбувся в 1932 році.
За перші 5 років (1931—1935) інститут підготував 102 інженери. Щорічний випуск в 1936 та 1937 роках становив 110 спеціалістів.
З 1937 року університет (тоді інститут) розташовується за вулицею Немировича-Данченка, 2 (на той час вулиця Кловська, 16), де до революції були казарми Миргородського кінного полку. Будівлю на вулиці Велика Житомирська було передано під гуртожиток.
За період 1936—1941 років випуск інженерів становив 1158 спеціалістів.
У 1941 році було здійснено останній, довоєнний випуск інженерів — 240 фахівців.
З перших днів війни багато викладачів, співробітників, випускників та студентів інституту добровільно вступили до лав Червоної Армії. Вони брали участь в бойових діях на всіх фронтах Другої світової війни.
Наприкінці червня 1941 року інститут одержав розпорядження про підготовку до евакуації. І вже 1 жовтня 1941 року два залізничних ешелони з майном і невеликим особовим складом інституту прибули на станцію Хромпік міста Первоуральска, Свердловської області. Інститут розмістився на базі шкіряного заводу міста Хромпік. Вже влітку 1942 року було випущено 35 інженерів, а в 1943—1944 роках інститут випускав по 38 інженерів.
У червні 1944 року інститут повернувся до Києва і став готувати спеціалістів не лише з наявних спеціальностей (хіміко-технологічної, механіко-технологічної, інженерно-економічної), а ще за двома спеціальностями «Технологія швейного виробництва» та «Технологія трикотажного виробництва». З цього часу інститут має назву – Київський технологічний інститут легкої промисловості (КТІЛП). Під цією назвою інститут проіснував 48 років.

### Сучасність
У 1993 році Київський технологічний інститут легкої промисловості був акредитований за четвертим (вищим) рівнем спеціальної підготовки та перейменований на Державну академію легкої промисловості України (ДАЛПУ), а 30 серпня 1999 року — в Київський державний університет технологій та дизайну (КДУТД).
Враховуючи загальнодержавне і міжнародне визнання результатів діяльності та вагомий внесок у розвиток національної освіти і науки, за указом президента України Л. Д. Кучми від 07.08.2001 року № 591/2001 університет отримав статус національного і став називатися Київський національний університет технологій та дизайну (КНУТД).
На сьогодні Київський національний університет технологій та дизайну — це навчальний заклад IV рівня акредитації (сертифікат про акредитацію серія РД-IV № 1124433 від 5 червня 2013 року), ліцензія МОНУ.
У 2015 році Розпорядженням Кабінету Міністрів до КНУТД приєднано вищий навчальний заклад — Міжгалузева академія управління.
Починаючи з 2015 року, університет готує  висококваліфікованих фахівців, які спроможні якісно працювати у сфері підприємництва та права. Також університет готує кандидатів та докторів наук за 12 спеціальностями, які можуть захищати свої дисертації у шести спеціалізованих вчених радах. Крім того, згідно з ліцензією КНУТД надає такі освітні послуги:
- підвищення кваліфікації за акредитованими напрямами;
- підготовка до вступу до вищих навчальних закладів громадян України;
- підготовка іноземців та осіб без громадянства за акредитованими напрямами (спеціальностями) (в межах ліцензованих обсягів відповідних напрямів (спеціальностей));
- підготовка іноземців та осіб без громадянства до вступу у вищі навчальні заклади.

З метою забезпечення економічної ефективності освітньої діяльності в університеті в 2016 р. була проведена реструктуризація структури факультетів економіки та бізнесу та юридичного факультету, останній було перейменовано на факультет підприємництва та права (наказ КНУТД № 21 від 18.02.2016 р.) та реорганізовано Інститут післядипломної освіти (наказ КНУТД № 21 від 18.02.16, наказ КНУТД № 39-015 від 30.06.16).
Всього в університеті на факультетах, в інститутах та коледжах навчається понад 10 тисяч студентів.
В університеті працює 1528 осіб. Навчально-виховний процес забезпечує 650 науково-педагогічних працівників, які мають високий професійний та науково-методичний рівень, серед яких 295 мають науковий ступінь доктора або кандидата наук, що складає 67,7 % від загальної кількості науково-педагогічних працівників (630 за штатом).
- Докторів наук, професорів — 70 осіб;
- Кандидатів наук, доцентів — 268 осіб;
- Заслужених діячів науки і техніки України — 4 особи;
- Заслужених працівників у сфері послуг України — 1 особа;
- Заслужених працівників народної освіти — 7 осіб;
- Заслужених економістів України — 4 особи;
- Заслужених працівників промисловості України — 1 особа;
- Академіків Національної академії наук — 1 особа;
- Лауреатів Державної премії в галузі науки та техніки — 16 осіб.

## Структура
Станом на 2021 рік заклад включає 4 інститути, 6 навчальних факультетів, 3 коледжі.
- Факультет дизайну[3]
  - Кафедра графічного дизайну
  - Кафедра мультимедійного дизайну
  - Кафедра дизайну інтер'єру і меблів
  - Кафедра мистецтва та дизайну костюма
- Факультет індустрії моди[4]
  - Кафедра технології та конструювання швейних виробів
  - Кафедра конструювання та технології виробів із шкіри
  - Кафедра технології та дизайну текстильних матеріалів
  - Кафедра професійної освіти в сфері технологій та дизайну
- Факультет мехатроніки та комп'ютерних технологій[5]
  - Кафедра прикладної механіки та машин
  - Кафедра комп'ютерних наук та технологій
  - Кафедра інформаційних та комп'ютерних технологій
- Факультет хімічних та біофармацевтичних технологій[6]
  - Кафедра прикладної екології, технології полімерів та хімічних волокон
  - Кафедра біотехнології, шкіри та хутра
  - Кафедра електрохімічної енергетики та хімії
  - Кафедра промислової фармації
- Факультет управління та бізнес-дизайну[7]
  - Кафедра управління та смарт-інновацій
  - Кафедра маркетингу та комунікаційного дизайну
  - Кафедра смарт-економіки
  - Кафедра цифровізації та бізнес-консалтингу
  - Кафедра фінансів та інвестицій
  - Кафедра підприємництва та бізнесу

- Факультет культурних і креативних індустрій[8]
  - Кафедра туризму та готельно-ресторанного бізнесу
  - Кафедра філософії та культурології
  - Кафедра сценічного мистецтва
  - Кафедра фізичного виховання та здоров’я

Інститути:
- Факультет ринкових, інформаційних та інноваційних технологій (м. Черкаси).[9]
  - Кафедра дизайну та гуманітарних дисциплін
  - Кафедра комп’ютерної інженерії та фундаментальних дисциплін
  - Навчальна лабораторія комп’ютерної інженерії

- Інститут інженерії та інформаційних технологій[10]
  - Кафедра комп'ютерної інженерії та електромеханіки
  - Кафедра прикладної фізики та вищої математики
- Інститут права та сучасних технологій навчання[11]
  - Кафедра приватного та публічного права
  - Кафедра філології та перекладу
- Інститут інтернаціоналізації вищої освіти та науки[12]
- Науково-дослідний інститут економіки[13]
- Київський інститут Технологічного університету Цілу[14]

Коледжі:
- Фаховий коледж мистецтв та дизайну КНУТД[15]
- Львівський коледж індустрії моди КНУТД[16]
- Чернігівський фаховий коледж інженерії та дизайну КНУТД.[17]

## Кампус
15 навчальних корпусів, навчальні аудиторії та лабораторії оснащено сучасним технологічним обладнанням, лабораторним устаткуванням, комп'ютерною технікою. 9 гуртожитків, споруди різного призначення — 21. Стадіон, спортивні майданчики, СОТ "Молодіжний.
Бібліотеку університету засновано у 1930 році, її фонд нараховує понад 1 млн примірників, у тому числі понад 700 тис. примірників навчальних видань.

## Співпраця
В 2015 році університет став ініціатором формування освітнього інвестиційно-технологічного кластеру легкої промисловості.
Тісно співпрацює з асоціаціями, лігами та об'єднаннями роботодавців України. Щорічно оновлюється перелік партнерів університету.

## Наукова та інноваційна діяльність
Наукова та інноваційна діяльність університету є невід'ємною складовою роботи науково-педагогічного персоналу та одним з головних засобів реалізації державних стандартів якості підготовки науково-педагогічних кадрів вищої кваліфікації .
Організація наукової та інноваційної діяльності в університеті здійснюється шляхом:
- проведення фундаментальних, прикладних наукових досліджень, госпдоговірних науково-дослідних робіт та таких, що виконуються в межах робочого часу викладачів, і дають можливість створювати наукоємну продукцію та новітні технології;
- пошуку нових форм організації наукової та науково-технічної діяльності, сприяння впровадженню її результатів у виробництво;
- наукового супроводу, інформаційно-аналітичного і науково-технічного забезпечення інноваційних проектів та впровадження одержаних результатів у навчальний процес, використовуючи при цьому сучасні інформаційні технології;
- спрямування науково-дослідних та дослідно-конструкторських робіт на розв'язання актуальних проблем галузі;
- підготовки науково-педагогічних кадрів вищої кваліфікації;
- трансферу технологій та комерціалізації результатів досліджень.

Науково-дослідна та інноваційна робота студентів, як складова наукової діяльності університету, є найважливішим аспектом формування особистості майбутнього вченого та фахівця високої кваліфікації, слугує потужним засобом якісного відбору кадрів для підготовки молодих учених, збереження і відновлення наукових шкіл.

## Міжнародна діяльність
Міжнародне співробітництво є невід'ємною частиною діяльності КНУТД. Воно розпочалося ще у 1948 році, коли на навчання було прийнято чотирьох іноземних громадян. З 1966 року в Університеті почав функціонувати деканат по роботі з іноземними громадянами. За цей час Університет підготував більш ніж 1700 спеціалістів з 71 країни світу.
Важливим напрямом міжнародного співробітництва є членство КНУТД у міжнародних освітніх та виробничих асоціаціях, так університет є членом Європейської мережі підтримки підприємств «EEN — Enterprise Europe Network» (з 2011 р.) — 600 організацій, які входять у 250 консорціумів з 40 країн, в тому числі 27 країн Європейського Союзу (9 членів від України).
З метою встановлення наукових, освітніх та ділових зв'язків із міжнародними партнерами протягом 2016 року університет приймав делегації з: Азербайджанської Республіки, Республіки Білорусь, Бангладеш, Грузії, Єгипту, Іраку, Ірану, Еквадору, КНР, Конго, Пакистану, Палестини, Молдови, Марокко, Росії, Сирії, Домініканської Республіки, Туреччини, Туркменістану, Узбекистану, Польщі, Греції, Аргентини, Туреччини, Об'єднаних Арабських Еміратів, Німеччини, Італії, Франції, Великої Британії.

У 2016—2017 навчальному році в університеті навчається 444 іноземці з 20 країн світу. Підготовка студентів здійснюється на 7 факультетах та науково-дослідницьких інститутів університету 

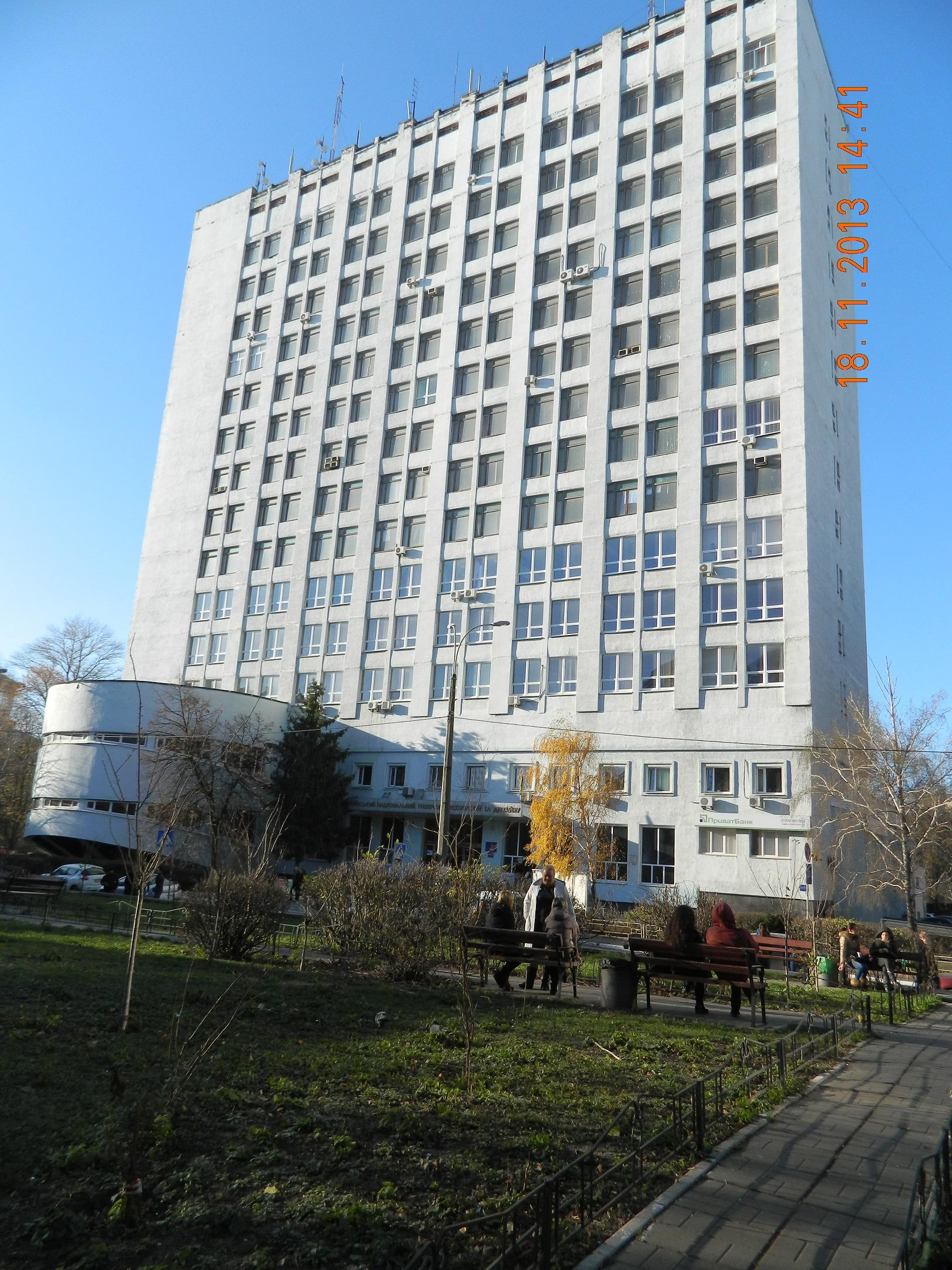
Корпус № 4. Навчальний корпус університету

## Випускники
- Абрашкевич Юрій Давидович
- Андре Тан
- Анохін Віктор Васильович
- Бойко Катерина Володимирівна
- Воронін Михайло Львович
- Данилейко Олександр Іванович
- Дзісь Георгій Васильович
- Заплатинський Володимир Михайлович
- Ірклей Валерій Михайлович
- Йохна Віталій Антонович
- Корнієнко Анатолій Іванович
- Мельник Петро Володимирович
- Мокроусов Анатолій Олексійович
- Присенко Михайло Олександрович
- Радченко Володимир Іванович
- Рибальченко Валентин Володимирович
- Сапанович Алла Василівна
- Супрун Наталія Петрівна
- Тарасюк Павло Юхимович
- Харченко Володимир Анатолійович
- Цюпа Оксана Ігорівна
- Шестакова Тетяна Василівна
- Шостак Анатолій Миколайович

## Рейтинги
Головним здобутком колективу університету є успішне входження в коло найкращих дизайнерських ВНЗ світу в 2018 році — 71 місце в рейтингу The Top 100 Fashion Schools In The World 2017 (ТОП-100 дизайнерських ВНЗ світу) CeoWorld Magazine[джерело?].
У рейтингу «Консолідований рейтинг вишів України» університет займає 26 місце та 8 місце серед столичних вишів[джерело?]. Київський національний університет технологій та дизайну в рейтингу «Кращі ВНЗ України» — 27 місце, у міжнародному рейтингу науково-метричної бази Scopus — 38 місце серед навчальних закладів України, за результатами рейтингу Інтернет-присутності Webometrics — 29 місце, у рейтингу вебсайтів — 6 місце по Україні і 2 місце по Києву.
За офіційними даними державних органів статистики України, у результаті дослідження методом ICCA — 50 (Congress and Conventional Association at 50) серед підприємств, які працюють в Україні, згідно з показниками фінансово-господарської діяльності Київський національний університет технологій та дизайну за вагомий внесок у розвиток України було нагороджено статус-званням «Вибір України 2016 року»[джерело?].

## Напрями підготовки
Освітній ступінь «Бакалавр»
Факультет індустрії моди
- Індустрія моди
- Експертиза текстильних матеріалів та виробів
- Конструювання та технології  швейних виробів
- Проектування взуття та галантерейних виробів
- Професійна освіта. Дизайн
- Технології та дизайн трикотажу
- Професійна освіта. Технологія виробів легкої промисловості

Факультет дизайну
- Дизайн (за видами)
- Моделювання, конструювання та художнє оздоблення виробів легкої промисловості

Факультет хімічних та біофармацевтичних технологій
- Технічна електрохімія та електрохімічна енергетика
- Хімічні технології переробки полімерних та композиційних матеріалів
- Технологія та експертиза шкіри і хутра
- Хімічні технології та дизайн волокнистих систем
- Біотехнологія
- Промислова фармація

Факультет мехатроніки та комп'ютерних технологій
- Комп'ютерні науки
- Прикладна механіка
- Машинобудування
- Електромеханіка
- Електротехніка та електротехнології
- Автоматизація та комп'ютерно-інтегровані технології
- Метрологія, стандартизація та сертифікація
- Електронні пристрої та системи

Факультет економіки та бізнесу
- Економічна кібернетика
- Економіка підприємства
- Економіка індустрії моди
- Міжнародна економіка
- ІТ-облік
- Корпоративний екаунтинг та оподаткування
- Фінансово-кредитна діяльність суб'єктів господарювання
- Готельно-ресторанна справа
- Туристичний бізнес
- Менеджмент
- Маркетинг
- Публічне управління та адміністрування

Факультет ринкових, інформаційних та інноваційних технологій в м. Черкаси
- Дизайн (за видами)
- Економіка підприємства
- Комп'ютерна інженерія
- Технологія виробів легкої промисловості

Освітній ступінь «Магістр»
Факультет індустрії моди
- Професійна освіта. Технологія виробів легкої промисловості
- Професійна освіта. Дизайн
- Технології та дизайн трикотажу
- Експертиза текстильних матеріалів та виробів
- Конструювання та технології швейних виробів
- Проектування взуття та галантерейних виробів

Факультет дизайну
- Дизайн (за видами)
- Моделювання, конструювання та художнє оздоблення виробів легкої промисловості

Факультет хімічних та біофармацевтичних технологій
- Хімічні технології та дизайн волокнистих систем
- Технічна електрохімія та електрохімічна енергетика
- Хімічні технології переробки полімерних та композиційних матеріалів
- Технологія та експертиза шкіри і хутра
- Промислова фармація

Факультет мехатроніки та комп'ютерних технологій
- Інформаційні технології проектування
- Обладнання легкої промисловості та побутового обслуговування
- Електропобутова техніка
- Енергоменеджмент
- Автоматизоване управління технологічними процесами.
- Комп'ютерно-інтегровані технологічні процеси та виробництва
- Метрологія та вимірювальна техніка
- Якість, стандартизація та сертифікація
- Електронні системи

Факультет економіки та бізнесу
- Бізнес-економіка
- Економіка індустрії моди
- Бізнес-аналітика
- Управлінський облік і податковий едвайзинг
- Міжнародний облік і аудит-консалтинг
- Фінансовий менеджмент у сфері бізнесу
- Управління розвитком організації
- Управління інноваційною діяльністю
- Фінансово-економічна безпека суб'єктів господарювання
- Туристичний бізнес
- Комунікаційний маркетинг

Факультет ринкових, інформаційних та інноваційних технологій в м. Черкаси
Комп'ютерна інженерія
Освітньо-науковий Центр енергоефективності